# Corrado Farina
Pour les articles homonymes, voir Farina.
Corrado Giovanni Giuseppe Maria Farina, né le 17 mars 1939 à Turin (Piémont) et mort le 11 juillet 2016 à Rome (Latium), est un réalisateur et scénariste italien.

## Biographie
Il meurt le 11 juillet 2016 à Rome d'une crise cardiaque.

## Filmographie

### Comme réalisateur
- 1971 : Salgari della nostra infanzia
- 1971 : Hanno cambiato faccia
- 1973 : Baba Yaga

### Comme scénariste
- 1971 : Salgari della nostra infanzia
- 1971: Hanno cambiato faccia
- 1973 : Baba Yaga

## Œuvres littéraires

### Romans
- (it) Un posto al buio, Biblioteca del Vascello, 1994 et Robin, 2000.  (ISBN 88-86312-46-6)
- (it) Giallo antico, Fògola, 1999.  (ISBN 88-7406-004-1)
- (it) Storia di sesso e di fumetto, Mare nero, 2001.  (ISBN 88-87495-36-X)
- (it) Dissolvenza incrociata, Fògola, 2002.  (ISBN 88-7406-004-1)
- (it) Il calzolaio, Marco Valerio, 2004.  (ISBN 88-7547-005-7)
- (it) Il cielo sopra Torino, Fògola, 2006.  (ISBN 88-7406-099-8)
- (it) L'invasione degli ultragay - una storia politicamente scorretta, Zero91, 2008.  (ISBN 88-95381-06-8)
- (it) La figlia dell'istante, Fògola, 2010.  (ISBN 88-7406-036-X)
- (it) Vita segreta di Emilio Salgari, Daniela Piazza, 2015
- (it) Attraverso lo schermo - Film visti e film fatti (autobiographie), Il Foglio Letterario, 2016

### Bandes dessinées
- (it) Screenplay pour Diabolik, Zakimort e Selene, 1965-1966
- (it) Il grande persuasore, Diaforia, 2012